# 東松山遊園地

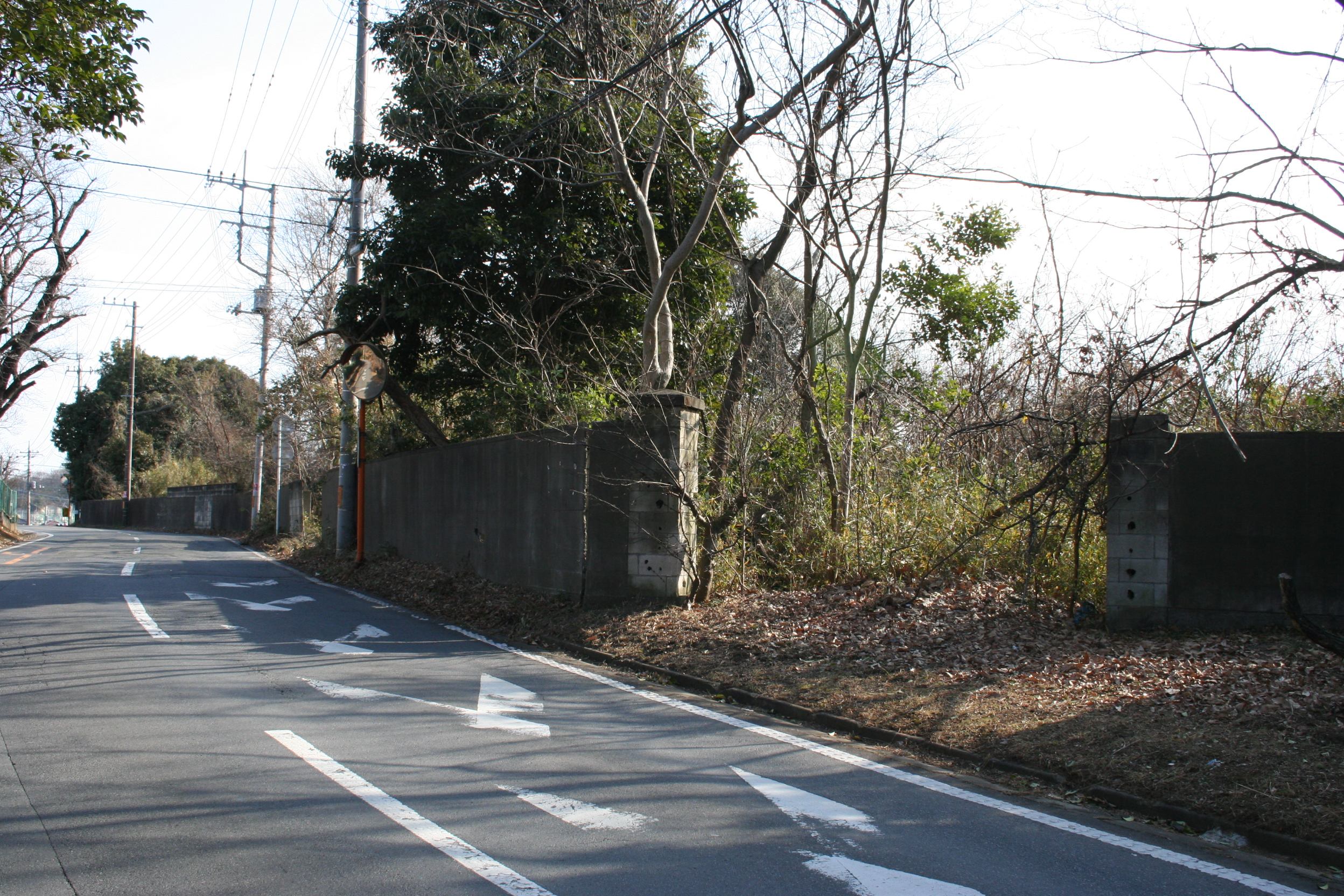
東松山遊園地正門と思われる遺構。

東松山遊園地（ひがしまつやまゆうえんち）は、埼玉県東松山市大字松山にかつて存在した遊園地である。

## 概要
1970年（昭和45年）頃に開園したと言われている。ゴーカートやサイクルモノレール、浴場、北極体験ハウス等の遊戯施設があった。観覧車を建設する計画もあったようである。
しかし、開園からわずか数年で閉園してしまった（閉園の理由は不明）と言われ、現在では地元の人ですらその存在自体を知らない人も少なくない。
現在、遊園地の跡はゴーカート場や浴場、北極体験ハウス（と言われているもの）が残っているが、大変荒れていて廃墟になっている。
現在ではほとんど資料がない状態のため、ネット上ではさまざまな憶測が流れている。跡地の敷地は、登記上、東松山市内のホテル経営会社が所有している。
園長は神秘珍々ニコニコ園の経営者でもあった。
2015年6月に敷地を再利用したサバイバルゲームフィールドの開業が発表され、同年7月1日にオープンした。
2021年8月、立ち退きのためサバイバルゲーム閉鎖。跡地には物流倉庫ができる予定とのこと。